# Amyrea
Amyrea es un género perteneciente a la familia de las euforbiáceas con once especies de plantas.

## Taxonomía
El género fue descrito por Jacques Désiré Leandri y publicado en Notulae Systematicae. Herbier du Museum de Paris 9: 168. 1941. La especie tipo no ha sido designada.

## Especies aceptadas
A continuación se brinda un listado de las especies del género Amyrea aceptadas hasta noviembre de 2014, ordenadas alfabéticamente. Para cada una se indica el nombre binomial seguido del autor, abreviado según las convenciones y usos.	
1. Amyrea celastroides Radcl.-Sm. - Madagascar
2. Amyrea eucleoides Radcl.-Sm. - Madagascar
3. Amyrea gracillima Radcl.-Sm. - Madagascar
4. Amyrea grandifolia Radcl.-Sm. - Madagascar
5. Amyrea humbertii Leandri - Mayotte, Madagascar
6. Amyrea lancifolia Radcl.-Sm. - Madagascar
7. Amyrea maprouneifolia Radcl.-Sm. - Madagascar
8. Amyrea myrtifolia Radcl.-Sm. - Madagascar
9. Amyrea remotiflora Radcl.-Sm. - Madagascar
10. Amyrea sambiranensis Leandri - Madagascar
11. Amyrea stenocarpa Radcl.-Sm. - Madagascar